# D.O.B.
「D.O.B.」（ディーオービー）は、野水いおりの7枚目のシングル。2015年7月29日にFlyingDogから発売された。

## 概要
- テレビアニメ『空戦魔導士候補生の教官』オープニングテーマ

## 収録内容
CD
1. D.O.B.
  - 作詞：藤林聖子、作曲：ミライショウ、編曲：CHOKKAKU
2. 水底のremains
  - 作詞：野水伊織、作曲：雅大、編曲：雅大
3. 球体関節人形の夜
  - 作詞：大槻ケンヂ、作曲：橘高文彦、編曲：橘高文彦、manzo
  - 筋肉少女帯がアルバム「おまけのいちにち（闘いの日々）」でセルフカバー。
4. D.O.B.（without Iori）
5. 水底のremains（without Iori）
6. 球体関節人形の夜（without Iori）

DVD（限定盤のみ）
1. D.O.B. Music Video